# Football 1991 Dudelange
El Football 1991 Dudelange (F91 Dudelange / F91 Düdelingen / F91 Diddeleng) és un club de futbol luxemburguès de la ciutat de Dudelange.

## Història

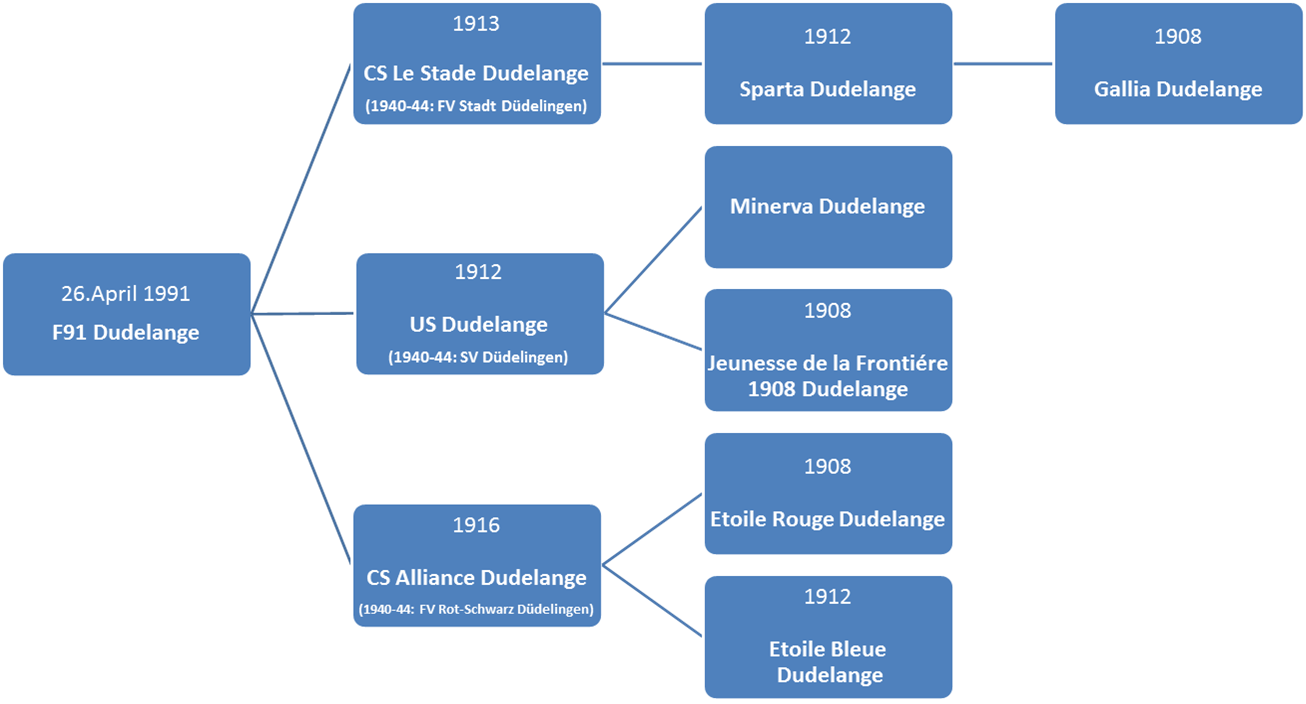
Evolució del club.

El club va ser format el 1991 com a resultat de la fusió dels clubs Cercle Sportif Alliance Dudelange, Cercle Sportif Le Stade Dudelange (fundat el 1913), i US Dudelange. Tots tres clubs havien estat campions de lliga o copa del país.

## Palmarès
- Lliga luxemburguesa de futbol:[1]

Campions (8): 1999-00, 2000-01, 2001-02, 2004-05, 2005-06, 2006-07, 2007-08, 2008-09
Finalistes (3): 1998-99, 2002-03, 2003-04
- Copa luxemburguesa de futbol:[2]

Campions (4): 2003-04, 2005-06, 2006-07, 2008-09
Finalistes (3): 1992-93, 1993-94, 2001-02

### Alliance Dudelange
- Lliga luxemburguesa de futbol:[1]

Finalistes (1): 1961-62
- Copa luxemburguesa de futbol:[2]

Campions (2): 1960-61, 1961-62
Finalistes (1): 1968-69

### Stade Dudelange
- Lliga luxemburguesa de futbol:[1]

Campions (10): 1938-39, 1939-40, 1944-45, 1945-46, 1946-47, 1947-48, 1949-50, 1954-55, 1956-57, 1964-65
Finalistes (6): 1919-20, 1922-23, 1924-25, 1927-28, 1955-56, 1959-60
- Copa luxemburguesa de futbol:[2]

Campions (4): 1937-38, 1947-48, 1948-49, 1955-56
Finalistes (8): 1927-28, 1935-36, 1938-39, 1939-40, 1946-47, 1956-57, 1957-58, 1959-60

### US Dudelange
- Lliga luxemburguesa de futbol:[1]

Finalistes (4): 1938-39, 1939-40, 1945-46, 1946-47
- Copa luxemburguesa de futbol:[2]

Campions (1): 1938-39
Finalistes (1): 1957-58